# Distenia formosana
Distenia formosana là một loài bọ cánh cứng trong họ Cerambycidae.